# Udby (Vordingborg Kommune)
|  | Denne artikel omhandler landsbyen Udby (Sydsjælland). Der er også andre steder med dette navn, se Udby. |
Udby er en lille landsby på Sydsjælland, beliggende i Udby Sogn godt 8 kilometer fra Vordingborg, 12 kilometer fra Præstø og 24 kilometer fra Næstved. Landsbyen ligger i Vordingborg kommune og tilhører Region Sjælland.
I Udby finder man Udby Kirke og Grundtvigs Mindestuer. Sidstnævnte er et museum for præsten og salmedigteren N.F.S. Grundtvig, der blev født og voksede op i den stråtækte præstegård, bygget i 1700-tallet. Museet findes i præstegårdens østfløj.